# LEGO Agents
Lego Agents is een LEGO-thema. Deze wordt geproduceerd door speelgoedfabrikant LEGO sinds 2008 en gaat over geheim agenten. Elke LEGO-set behandelt een missie dat het team van geheim agenten tegenover Dr. Inferno zet. Het thema LEGO Agents, is een re-make van het thema Alpha Team.

## Achtergrond
De gestoorde Dr. Inferno stuurt regelmatig zijn helpers en robots op missies om schatten te stelen of steden te terroriseren. In elke LEGO-set zit een agent met een voertuig. De LEGO-sets fungeren als 'verhaalstarters' en bieden kinderen de mogelijkheid om alle dozen samen te voegen en één groot avontuur te bedenken.
Er zijn vier verschillende agenten, maar in Agents 2.0 (vanaf modeljaar 2009) komen er nog twee bij. Deze agenten zijn:
- Agent Chase
- Agent Fuse
- Agent Charge
- Agent Trace
- Agent Swift
- Agent Swipe

De meest voorkomende agent is Agent Chase. De minst voorkomende is Agent Fuse die maar in 3 sets voorkomt. Ook Agent Charge is zeldzaam, hij komt voor in 4 LEGO-sets. Agent Trace komt alleen voor in de duurdere sets uit de Agents-serie. Agenten Swift en Swipe komen enkel voor in de sets Ariel Defense Unit en Gold Tooths Getaway. De modelsets van 2009 zijn nog niet in het Nederlands uitgegeven.
Dr. Inferno heeft vele helpers, meestal misvormde personen of robots. Dr. Inferno is een halve robot, zijn linkerarm is van metaal. De agenten gebruiken een vrachtwagen als basis en Dr. Inferno zit in een grote vulkaan. De agenten dragen de kleuren blauw en limegroen. De kleuren van Dr. Inferno is oranje met zwart.

## LEGO-Sets

### 2008
8631 Missie 1: Achtervolging met de jetpack - 88 stukjes
- Verhaal: Saw Fist heeft een energiekristal gestolen en vlucht door de bergen met een sneeuwscooter. Agent Chase achtervolgt hem met een jetpack en probeert de kristal terug te pakken.
- Minifigs: Agent Chase, Saw Fist

8632 Missie 2: Strooptocht in het moeras - 235 stukjes
- Verhaal: Agent Charge gebruikt zijn raketmotorfiets om de moerasbasis binnen te komen en een schatkaart te veroveren.
- Minifigs: Agent Charge, Break Jaw

8630 Missie 3: Jacht op het goud - 352 stukjes
- Verhaal: De handlangers van Dr. Inferno hebben goud gestolen uit een oude jungletempel. Agent Fuse gaat achter hen aan in zijn supersonische jet.
- Minifigs: Agent Fuse, Gold Tooth, Henchman

8633 Missie 4: Redding met de speedboot - 340 stukjes
- Verhaal: Agent Trace is ontvoerd door Break Jaw. Agent Chase wil haar redden met zijn speedboot.
- Minifigs: Agent Trace, Agent Chase, Break Jaw

8634 Missie 5: Achtervolging met de turbocar - 498 stukjes
- Verhaal: Agent Chase probeert met zijn turbocar vol met geheime snufjes de laptop van Dr. Inferno te veroveren.
- Minifigs: Agent Chase, Spy Clops, Henchman

8635 Missie 6: Mobiel commandocentrum - 1154 stukjes
- Verhaal: Dr. Inferno zit gevangen in het mobiele commandacentrum. Zijn helpers proberen hem te bevrijden.
- Minifigs: Agent Chase, Agent Charge, Agent Fuse, Agent Trace, Dr. Inferno, Gold Tooth, Spy Clops

8636 Missie 7: Diepzeemissie - 520 stukjes
- Verhaal: De Lego Agents proberen de helpers van Dr. Inferno voor te zijn bij de zoektocht naar een gezonken schat.
- Minifigs: Agent Chase, Agent Charge, Break Jaw, Slime Face

8637 Missie 8: Vulkaanbasis - 718 stukjes
- Verhaal: De Lego Agents moeten de vulkaanbasis van Dr. Inferno binnenvallen voordat hij met zijn laserkanon de aarde kan vernietigen.
- Minifigs: Agent Chase, Agent Fuse, Agent Trace, Dr. Inferno, Claw-Dette, Fire Arm

### 2009
De sets van modeljaar 2009 onder de naam Agents 2.0 zijn al in het Nederlands uitgegeven. In onderstaande opsomming zijn de Engelstalige namen opgenomen. 

8967 Gold Tooth's Getaway - 68 stukjes
- Verhaal: Gold Tooth heeft een gouden T-Rexbeeld gestolen. Agent Swipe gaat erachteraan op zijn supertrike.
- Minifigs: Agent Swipe, Gold Tooth

8968 River Heist - 203 stukjes
- Verhaal: Dollar Bill en Dyna-Mite hebben een kluis gestolen. Agent Fuse moet ze tegenhouden met zijn waterjet.
- Minifigs: Agent Fuse, Dollar Bill, Dyna-Mite

8969 4-Wheeling Pursuit - 322 stukjes
- Verhaal: Agent Chase heeft een nieuw voertuig, kan hij daarmee Dr. D. Zaster tegenhouden?
- Minifigs: Agent Chase, Dr. D. Zaster

8970 Robo Attack - 414 stukjes
- Verhaal: Dr. Inferno heeft een nieuwe robot met krachtige laserstraal.
- Minifigs: Agent Chase, Agent Trace, Dr. Inferno, 3 burgers, 2 pistolen

8971 Aerial Defense Unit - 733 stukjes
- Verhaal: Dr. Inferno's helper Magma Commander heeft Magma-drones ingezet om de stad te veroveren. De Lego Agents moeten de satellietschotel vernielen om de robots te stoppen.